# Supraoculaire schub

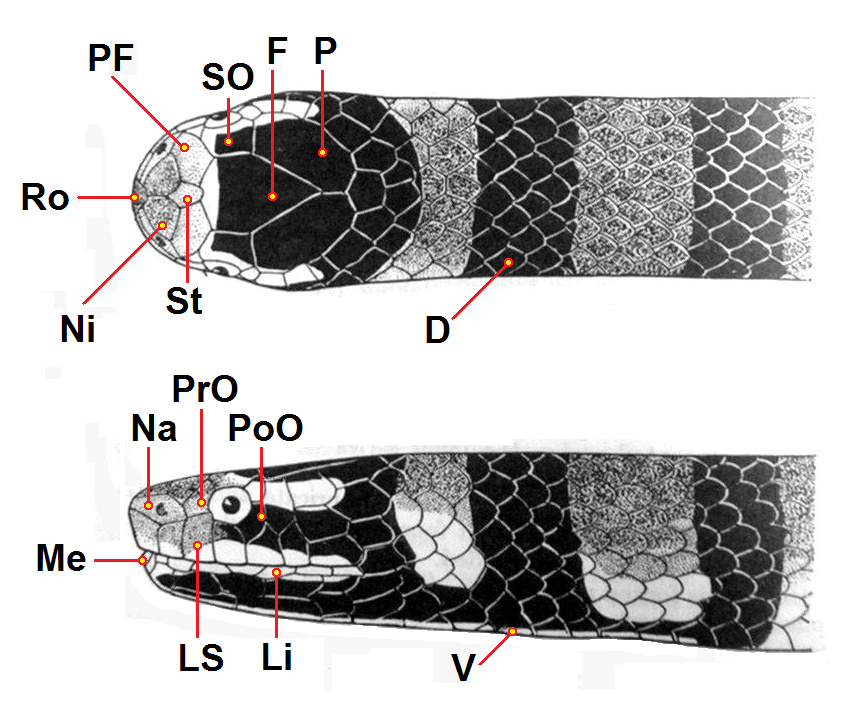
De belangrijkste schubben aan de kop (Ringslangplatstaart):
Bovenste figuur:
D = Dorsaal (rugzijde)
P = Pariëtaal (aan de zijkant)
F = Frontaal (aan de bovenzijde)
So = Supraoculair (boven het oog)
Ni = Internasaal (tussen de neus(gaten))
Ro = Rostraal (aan de snuit)
St = Interfrontaal
Pf = Prefrontaal
Onderste figuur:
V = Ventraal (buikzijde)
Ls = Supralabiaal (aan de bovenlip)
Li = Interlabiaal (aan de onderlip)
Na = Nasaal (aan de neus)
Me = Mentaal (aan de kin)
Pn = Postnasaal (achter de neus)
Poo = Postoculair (achter het oog)
Pro = Preoculair (voor het oog)

De supraoculaire schub of supraoculair is een schub van de schubreptielen, direct boven het oog. Deze schub wordt ook wel supraorbitale schub genoemd (de schub boven de oogkas). De term wordt gebruikt in de herpetologie om de positie van de schubben op de kop van reptielen aan te duiden.
De supraoculaire schub komt meestal enkelvoudig voor boven ieder oog. De tegenhanger is de suboculaire schub, die onder het oog zit.